# 기타구 (오사카시)
기타구(일본어: 北区 기타쿠[*])는 일본 오사카부 오사카시를 구성하는 24개 구 중 하나이다. 구의 북쪽에는 요도강, 동쪽에는 오가와강, 남쪽에는 도지마강과 도사보리강이 흐르고 있다.

## 지리
기타구의 중심부에는 일본에서 유수한 규모를 가지는 거리인 우메다가 있고 백화점과 대형 상업 시설, 고층빌딩군 등이 나란히 서있다. 또 방송국과 신문사도 많이 입지해 있고 나카노시마에는 오사카시청과 일본은행 오사카 지점도 있는 등 중요 시설이 집중한 것도 기타구의 특징이다. 1990년대 이후에는 니시우메다 지구의 재개발이 번성하고 고층빌딩이 연달아 완성되고 있다. 또 화물역이 있는 기타우메다 지구에서도 대규모 재개발을 할 예정이다. 그러나 이와 같은 도시적인 면이 있는 한편으로 구의 동쪽에는 일본 제일의 상점로인 텐진바시스지 상점가가 있는 등 변두리적인 정서도 남아 있다. JR 각 노선과 한큐 노선, 한신 노선이 통과하여 오사카부 북부(도요나카시, 스이타시, 다카쓰키시), 효고현(고베시, 한신 등), 기타킨키, 주고쿠 지방, 시코쿠, 규슈 방면과 교토부(교토시, 나가오카쿄시 등), 시가현, 나고야시나 호쿠리쿠 지방을 포함한 주부 지방, 도쿄도를 포함한 간토 지방 방면으로의 관문 역할을 하고 있다.
인구는 상주 인구는 약 10만 명인데 반해 주간 인구는 약 43만 4천 명으로 격차가 심하다. 이는 기타구가 오사카 도심에 위치하고 있기 때문이다. 버블 경제 시기에는 높은 지가로 감소 경향에 있던 상주 인구도 현재는 도심 회귀 경향이 강해지면서 증가하는 경향에 있어 2005년 7월에 기타구의 추계인구는 다시 10만 명대로 올라섰다. 구내의 가쿠다초는 서일본에서 지가가 가장 높은 곳이다.

## 역사
- 옛 기타구
  - 1889년 - 오사카의 시제 시행과 함께 오사카시 기타구가 되었다.
  - 1897년 - 니시나리군 7개 촌의 전역과 일부를 편입하였다.
  - 1925년 - 구의 서부를 고노하나구로 분구하였다.
  - 1943년 - 구의 경계를 재검토하면서 일부 구역을 후쿠시마구, 오요도구에 각각 분리 편입하였다.
- 옛 오요도구
  - 1925년 - 오사카시 제2차 시역 확장으로 니시나리군에서 오사카시로 편입되었다.
  - 1943년 - 히가시요도가와구 중 요도가와강 남안 지역을 중심으로 기타구, 니시요도가와구, 고노하나구의 일부를 합쳐 오요도구를 신설하였다.
- 1989년 2월 13일 - 기타구와 오요도구의 합구로 현재의 기타구가 탄생하였다.

## 교통

### 철도
- 서일본 여객철도
  - 도카이도 본선
    - (← 요도가와구 신오사카역) - 오사카역 - (요도가와구 쓰카모토역 →)

  - 오사카 순환선
    - (← 후쿠시마구 후쿠시마역) - 오사카역 - 덴마역 - (미야코지마구 사쿠라노미야역 →)

  - JR 도자이선
    - (← 후쿠시마구 신후쿠시마역) - 기타신치역 - 오사카텐만구역 - (미야코지마구 오사카조키타즈메역 →)

- 한큐 전철
  - 교토 본선
    - 우메다역 - (요도가와구 주소역 →)

  - 고베 본선·다카라즈카 본선
    - 우메다역 - 나카쓰역 - (요도가와구 주소역 →)

  - 센리선
    - (← 히가시요도가와구 구니지마역) - 덴진바시스지 6초메역

- 한신 전기 철도
  - 본선
    - 우메다역 - (후쿠시마구 후쿠시마역 →)

- 오사카 메트로
  - 미도스지선
    - (← 주오구 요도야바시역) - 우메다역 - 나카쓰역 - (요도가와구 니시나카지마미나미가타역 →)

  - 다니마치선
    - 덴진바시스지 6초메역 - 나카자키초역 - 히가시우메다역 - 미나미모리마치역 - (주오구 덴마바시역 →)

  - 요쓰바시선
    - 니시우메다역 - (니시구 히고바시역 →)

  - 사카이스지선
    - 덴진바시스지 6초메역 - 오기마치역 - 미나미모리마치역 - (주오구 기타하마역 →)

- 게이한 전기 철도
  - 나카노시마선
    - 나카노시마역 - 와타나베바시역 - 오에바시역 - 나니와바시역 - (주오구 덴마바시역 →)

### 도로
- 한신 고속도로
- 국도 제1호선
- 국도 제2호선
- 국도 제25호선
- 국도 제26호선
- 국도 제163호선 (일본)(일본어판)
- 국도 제165호선 (일본)(일본어판)
- 국도 제176호선 (일본)(일본어판)